# اللواء 82 مشاة (اليمن)
اللواء 82 مشاة (اليمن) هو لواء مشاة يمني يتبع القوات البرية اليمنية يتمركز في مديرية ميدي بمحافظة حجة، ويتبع عمليات المنطقة العسكرية الخامسة.

## تاريخ
- في 2009 سيطر مقاتلو جماعة الحوثي على اللواء 82 مشاة عندما كان يتمركز في مديرية شداء بمحافظة صعدة.[2]
- 6 نوفمبر 2016 مقتل قائد اللواء 82 مشاة العميد صالح الخياطي في مواجهات مع الحوثيين بمديرية ميدي بمحافظة حجة.[3][4]

## القادة
| م | القائد                 | بداية | نهاية | المدة |
| - | ---------------------- | ----- | ----- | ----- |
| 1 | شائف أحمد درهم القديمي | 2009  |       |       |
| 2 | صالح الخياطي           |       | 2016  |       |
| 3 | منصور عبدالله ثوابه    | 2016  | 2017  |       |
| 4 | عبدالواحد الأسيدي      | 2017  |       |       |